# Ihod
Ihod (węg. Ehed) – wieś w Rumunii, w okręgu Marusza, w gminie Hodoșa. W 2011 roku liczyła 125 mieszkańców.